# Riku Rajamaa

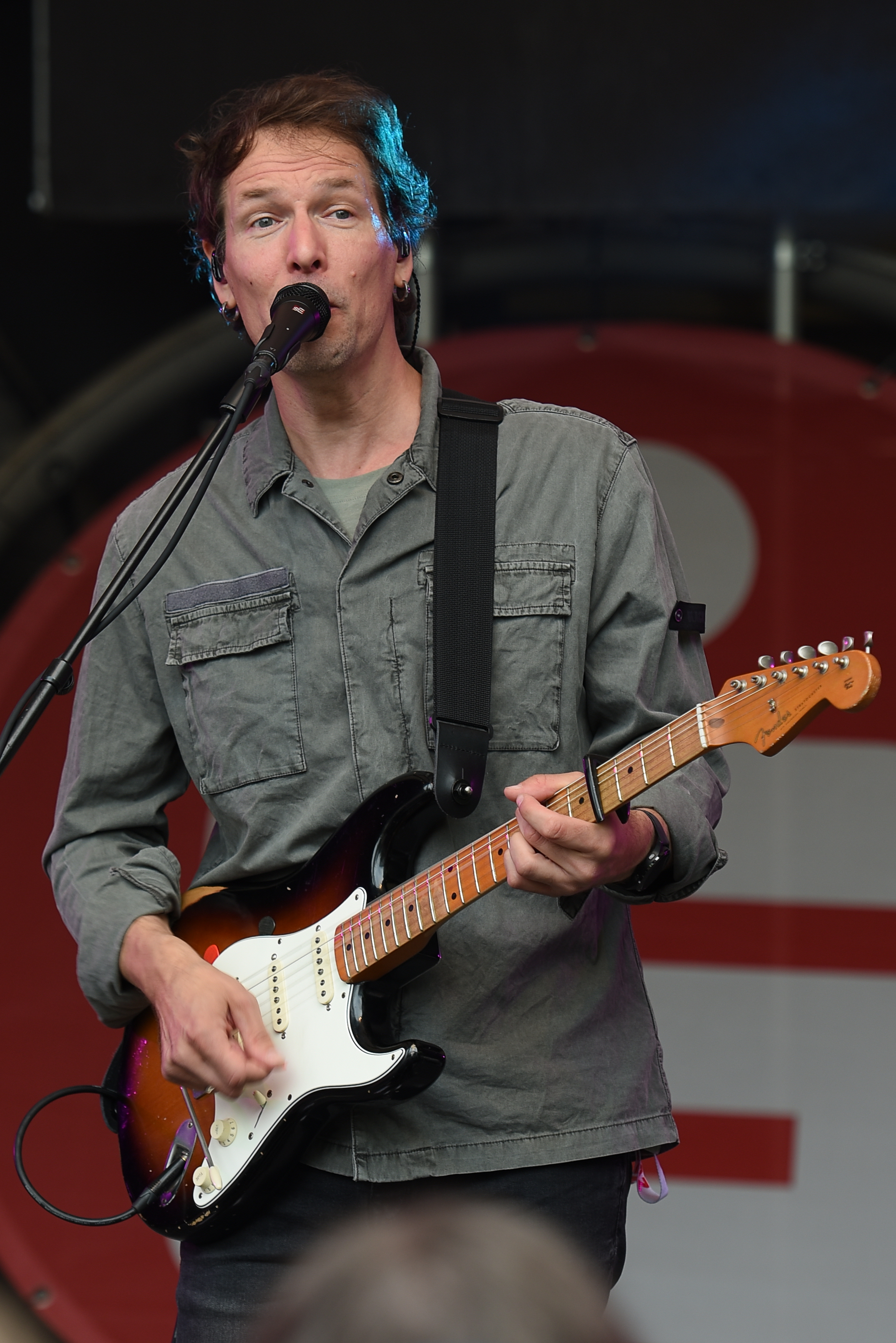
Riku Rajamaa bei Bochum Total 2024

Riku Juhani Rajamaa (* 4. November 1975 in Finnland) ist ein finnischer Gitarrist, Sänger und Songwriter. Bekannt wurde er als Leadgitarrist der finnischen Rockband Sunrise Avenue.

## Leben
Seit seinem 16. Lebensjahr spielt Rajamaa Gitarre. Sein Musiklehrer hatte einen großen Einfluss auf seine musikalische Karriere. Zu Highschoolzeiten spielte er in der Steelband seines Musiklehrers und tourte mit diesem jahrelang durch Europa. Seine ersten eigenen Bands hießen „Sonic Bomber“, gefolgt von „Woodoo Minds“ und „Humble Men“. Eigene Songs und vereinzelt Gigs folgten.
Im Alter von 19 zog Rajamaa im Jahr 1996 von Helsinki nach Karjaa und begann am Orivei-College Musik zu studieren. Nach dem Orivei-Collage setzte er sein Musikstudium am Joensuu-Collage fort, von wo aus er zurück nach Helsinki zog, um sich vor seinem Abschluss zum Musiklehrer ausbilden zu lassen. Auch dort unterbrach er sein Studium, um der Band von Hanna Pakarinen beizutreten und mit vielen führenden finnischen Musikern wie Anna Erikson, Mikko Leppilampi und Elastinen zusammenzuarbeiten. 2006 beendete er schließlich erfolgreich sein Studium zum Musikpädagogen.
Rajamaa wurde 2007 Gitarrist bei der finnischen Band Sunrise Avenue, die in Deutschland mit dem Song Fairytale Gone Bad bekannt wurde. Des Weiteren wirkte Rajamaa bei dem finnischen Hip-Hop-Musiker Timo Pieni Huijaus mit, so unter anderem bei dem Song Katusoittaja.
2021 veröffentlichte Rajamaa seine Solo-Debütsingle Painless Love, gefolgt zahlreichen weiteren Singles.
In Finnland steht er nicht nur als Solokünstler, sondern auch des Öfteren mit anderen Künstlern wie Elastinen oder Antti Tuisku auf der Bühne. 2022 tourte Rajamaa gemeinsam mit Tomi Salesvuo East Funk Attack durch Deutschland und spielte das erste Mal als Supportact sechs Konzerte als Solokünstler. Im September 2023 tourte Riku mit seiner eigenen Acoustic Solo Tour (Close To You Tour 2023) und spielte sieben Konzerte in ganz Deutschland.

## Soloproduktionen

### Singles
2021:
- Painless Love
- Half Broken Heart
- My American Dream
- Safety Pin

2022:
- Here I Am

- Flavour (That I Favour)
- Ghost Town Soul

2023:
- Hold Me Close
- Remember To Forget

2024:
- Lonely Heart
- Low Budget
- Riding High
- Blood Sweat Tears
- Ten Days
- Sometimes

## Belege
1. ↑  Sunrise Avenue palkkasi uuden keppimiehen. Abgerufen am 27. Januar 2023 (finnisch).
2. ↑  Tanja Konttinen, Hannu Kari: EU 35 / 2.9.2021 by Etelä-Uusimaa. In: Etälä (Finnische Zeitung). Abgerufen am 27. Januar 2023 (finnisch).
3. ↑  Sunrise Avenue – Official Website. Abgerufen am 27. Januar 2023 (englisch).
4. ↑  Timo Pieni Huijaus – Katusoittaja feat Riku Rajamaa. Abgerufen am 27. Januar 2023 (finnisch).
5. ↑  Michael Schmich: Neues vom Musikmarkt: Riku Rajamaa – “Painless Love”. In: Radioszene. 5. März 2021, abgerufen am 27. Januar 2023 (deutsch).
6. ↑  Tomi Salesvuo – East Funk Attack (FI) “Nothing’s Enough” Tour 2022 – Support: Riku Rajamaa (Sunrise Avenue). Abgerufen am 27. Januar 2023.

| Personendaten    | Personendaten                    |
| ---------------- | -------------------------------- |
| NAME             | Rajamaa, Riku                    |
| ALTERNATIVNAMEN  | Rajamaa, Riku Juhani             |
| KURZBESCHREIBUNG | finnischer Musiker und Gitarrist |
| GEBURTSDATUM     | 4. November 1975                 |
| GEBURTSORT       | Finnland                         |